# Кнут Райнгардт
Кнут Райнгардт (нім. Knut Reinhardt, нар. 27 квітня 1968, Гільден) — німецький футболіст, що грав на позиції півзахисника.
Виступав, зокрема, за клуби «Баєр 04» та «Боруссія» (Дортмунд).
Дворазовий чемпіон Німеччини. Володар Кубка УЄФА. Переможець Ліги чемпіонів УЄФА. 

## Клубна кар'єра
У дорослому футболі дебютував 1985 року виступами за команду клубу «Баєр 04», в якій провів шість сезонів, взявши участь у 118 матчах чемпіонату.  За цей час виборов титул володаря Кубка УЄФА.
Своєю грою за цю команду привернув увагу представників тренерського штабу клубу «Боруссія» (Дортмунд), до складу якого приєднався 1991 року. Відіграв за дортмундський клуб наступні вісім сезонів своєї ігрової кар'єри. Більшість часу, проведеного у складі «Боруссії», був основним гравцем команди. За цей час додав до переліку своїх трофеїв два титули чемпіона Німеччини, ставав переможцем Ліги чемпіонів УЄФА.
Завершив професійну ігрову кар'єру у клубі «Нюрнберг», за команду якого виступав протягом 1999—2000 років.

## Виступи за збірні
Протягом 1987–1990 років залучався до складу молодіжної збірної ФРН.
1988 року дебютував в офіційних матчах у складі національної збірної Німеччини. Протягом кар'єри у національній команді, яка тривала 5 років, провів у формі головної команди країни 7 матчів.

## Титули і досягнення
- Чемпіон Німеччини (2):

«Боруссія» (Дортмунд):  1994-1995, 1995-1996
- Володар Суперкубка Німеччини (2):

«Боруссія» (Дортмунд): 1995, 1996
- Володар Кубка УЄФА (1):

«Баєр 04»:  1987-1988
- Переможець Ліги чемпіонів УЄФА (1):

«Боруссія» (Дортмунд):  1996-1997